# Međurić
Međurić is een plaats in de gemeente Kutina in de Kroatische provincie Sisak-Moslavina. De plaats telt 542 inwoners (2001).